# David Lloyd-Jones (Dirigent)
David Matthias Lloyd-Jones (* 19. November 1934 in London; † 8. Juni 2022) war ein britischer Dirigent, der auf die klassische britische und russische Musik spezialisiert war. Außerdem war er Verleger und Übersetzer russischer Opern.

## Leben

### Jugend
Lloyd-Jones wurde in London geboren und vor dem Zweiten Weltkrieg mit seiner Familie nach West-Wales evakuiert, wo er während seiner Kindheit auf einer Farm lebte. Den ersten Kontakt zur klassischen Musik bekam er, als er im Schulunterricht von Mozart hörte. Im Alter von 10 Jahren nahm ihn sein Vater zu einem Konzert des London Philharmonic Orchestra in die Royal Albert Hall mit, das den Anstoß für sein Interesse an britischer Musik, insbesondere den Werken Ralph Vaughan Williams’ und russischer Komponisten erweckte. Sein weiterer Weg führte ihn an das Magdalen College in Oxford, wo er den Studiengang der Musikwissenschaft belegte.

### Frühe Karriere und Sadlers Wells
Lloyd-Jones begann seine Karriere 1959 als Korrepetitor am Royal Opera House, Covent Garden. Sein Debüt als professioneller Dirigent führte ihn an das Royal Liverpool Philharmonic Orchestra, wo er von 1961 bis 1964 dem neu gegründeten Opernorchester vorstand. Danach baute er seinen Ruf eines kompetenten Orchesterführers als freiberuflicher Dirigent bei verschiedenen Orchestern und Chören weiter aus. So dirigierte er für die British Broadcasting Corporation und Opernaufführungen, die von Fernsehstudios produziert wurden.
1972 wurde er als Assistent des Musikdirektors an die Sadlers Wells Opera, die 1974 umbenannte English National Opera, berufen, wo er für ein großes Repertoiresystem verantwortlich zeichnete, zu dem unter anderem auch Sergei Prokofjews Krieg und Frieden gehörte.

### Opera North
Am als Tochterorchester der English National Opera 1977 neu gegründeten Opera North in Leeds übernahm Lloyd-Jones die Stelle des Musikdirektors, wo er in den zwölf Jahren seines Wirkens mehr als fünfzig Opern und Konzerte dirigierte. Höhepunkte aus dieser Zeit waren die erste Aufführung von Ernst Kreneks Jonny spielt auf und die erste britische Bühnenpremiere von Richard Strauss’ Daphne. Weitere erwähnenswerte Produktionen unter seinem Taktstock waren Frederick Delius’ A Village Romeo and Juliet, die Vertonung von Gottfried Kellers Novelle Romeo und Julia auf dem Dorfe, Borodins Fürst Igor, Wagners Die Meistersinger von Nürnberg, Berlioz’ Les Troyens, Richard Jones’ Inszenierung von Die Liebe zu den drei Orangen von Prokofjew, ein Doppelarrangement als erste Aufführung von Tschaikowskis Jolanthe und Nussknacker, eine Choreographie von Matthew Bournes mit der zeitgenössischen Ballettkompanie New Adventures und die Weltpremiere von Wilfred Josephs’ Rebecca. Zudem gastierte Lloyd-Jones mit seinem Orchester auf Festivals in Frankreich und Deutschland. 1990 nahm er seinen Abschied als Musikdirektor in Leeds.

### Weitere Engagements und Aktivitäten
Lloyd-Jones verlegte seinen Wirkungsbereich danach auf Gastdirigate bei verschiedenen Orchestern, wie dem Royal Opera House, der Welsh National Opera und der Scottish Opera. Er wurde auf den Wexford-, Cheltenham-, Edinburgh- und Leeds-Festivals tätig. Des Weiteren war er Musikdirektor der Bradford Festival Choral Society, aber auch in weiteren Städten Europas, in Russland, Israel, Australien und Nordamerika gab er seine Visitenkarte als Dirigent ab.
In den Aufnahmestudios spezialisierte er sich auf die britische und russische Musik, meist für die Plattenlabels Hyperion Records und Naxos. Die ersten kommerziellen Tonaufnahmen von Constant Lamberts Summer’s Last Will and Testament (1992) und Tiresias (1999) gehen auf das Konto Lloyd-Jones. In seiner Eigenschaft als Herausgeber verlegte er unter anderem Gilbert und Sullivans The Gondoliers. Eine von ihm im Juni 2009 dirigierte Tonaufnahme von Arthur Sullivans Oper Ivanhoe für Chandos wurde 2010 für einen Grammy nominiert.

## Ehrungen
1986 wurde Lloyd-Jones die Ehrendoktorwürde in Musik der University of Leeds verliehen, und 2007 wurde er Ehrenmitglied der Royal Philharmonic Society.